# Triglochin muelleri
Triglochin muelleri är en sältingväxtart som beskrevs av Franz Georg Philipp Buchenau. Triglochin muelleri ingår i släktet sältingar, och familjen sältingväxter. Inga underarter finns listade.